# Lesmone undulifera
Lesmone undulifera là một loài bướm đêm trong họ Erebidae.